# Walter Alois Bauer
Walter Alois Bauer (* 1. September 1924 in München; † 14. Januar 2014 ebenda) war ein deutscher Politiker (SPD).
Bauer war zunächst im Reichsarbeitsdienst im Sudetengau und während des Zweiten Weltkrieges in Frankreich, Russland und der Slowakei tätig, dabei wurde er mehrfach verwundet und saß in Kriegsgefangenschaft. Nach dem Krieg arbeitete er in München als Sparkassenangestellter. Im Sommersemester 1946 begann er an der Universität München Leibeserziehung, Deutsch und Geographie für den höheren Schuldienst zu studieren. Am 1. Oktober 1951 begann er als Lehrer an der Städtischen Realschule Burghausen, er war außerdem Referent für Jugend und Sport. 1966 wurde er sowohl Kreis- als auch Stadtrat, für eine kurze Zeit war er dort auch Fraktionsvorsitzender, ehe er umzog. Beim DGB war er Vorsitzender des Beamtenausschusses im Kreisverband Mühldorf-Altötting. Ferner gehörte er der Wasserwacht des Bayerischen Roten Kreuzes an, bei der er 1947 den Lehrschein erhielt. Am 5. April 1973 rückte er für Rudolf Adametz in den Bayerischen Landtag nach, diesem gehörte er bis zum Ende der Wahlperiode im November 1974 an.